# モハンマド・モハンマドカゼム
モハンマド・モハンマドカーゼム（ペルシア語: محمد محمدكاظم、1985年9月28日 - ）は、イランの男子バレーボール選手。テヘラン出身。ポジションはオポジット。元イラン代表。

## 来歴
ユース代表として2003年U-19世界選手権に出場、ジュニア代表として2005年U-21世界選手権に出場し、ベストスコアラー部門2位の成績を収める。同年イラン代表のオポジットに選出され、2006年世界選手権に出場。2007年アジア選手権でベストスコアラー賞を獲得し、北京オリンピック世界最終予選に出場した。
イラン・スーパーリーグの強豪ペイカン・テヘランに所属し、2006年アジアクラブ選手権でベストサーバー賞を受賞。2009年にペイカンのリーグ4連覇、アジアクラブ選手権4連覇を経験し、世界クラブ選手権に出場した。2009年アジア選手権の準優勝に貢献し、2009年ワールドグランドチャンピオンズカップに出場した。

## 球歴
- 世界選手権 - 2006年（21位）
- ワールドグランドチャンピオンズカップ - 2009年（5位）
- アジア競技大会 - 2010年（準優勝）
- アジア選手権 - 2009年（準優勝）、2007年（5位）

## 所属クラブ
- ペイカン・テヘラン（2007-2010年）
- Damash Gilan（2010-2011年）
- Shahrdari Urmia（2012-2013年）
- ペイカン・テヘラン（2013-2014年）
- Novin Keshavarz Tehran（2014-2015年）